# Plicofollis dussumieri
Plicofollis dussumieri is een  straalvinnige vissensoort uit de familie van christusvissen (Ariidae). De wetenschappelijke naam van de soort is voor het eerst geldig gepubliceerd in 1840 door Achille Valenciennes. De soort is genoemd naar Jean-Jacques Dussumier, die de vis had gevonden aan de kust van Malabar (India).
De soort komt voor in de Indische Oceaan van de oostkust van Afrika (Mozambique, Madagaskar) tot aan Sumatra. Ze wordt aangetroffen langs de kust en ook in de benedenloop van rivieren aan de oostkust van Afrika. De vissen worden tot 62 cm lang.
De soort staat op de Rode Lijst van de IUCN als niet bedreigd, beoordelingsjaar 2007. De omvang van de populatie is volgens de IUCN stabiel.